# Velomobiel

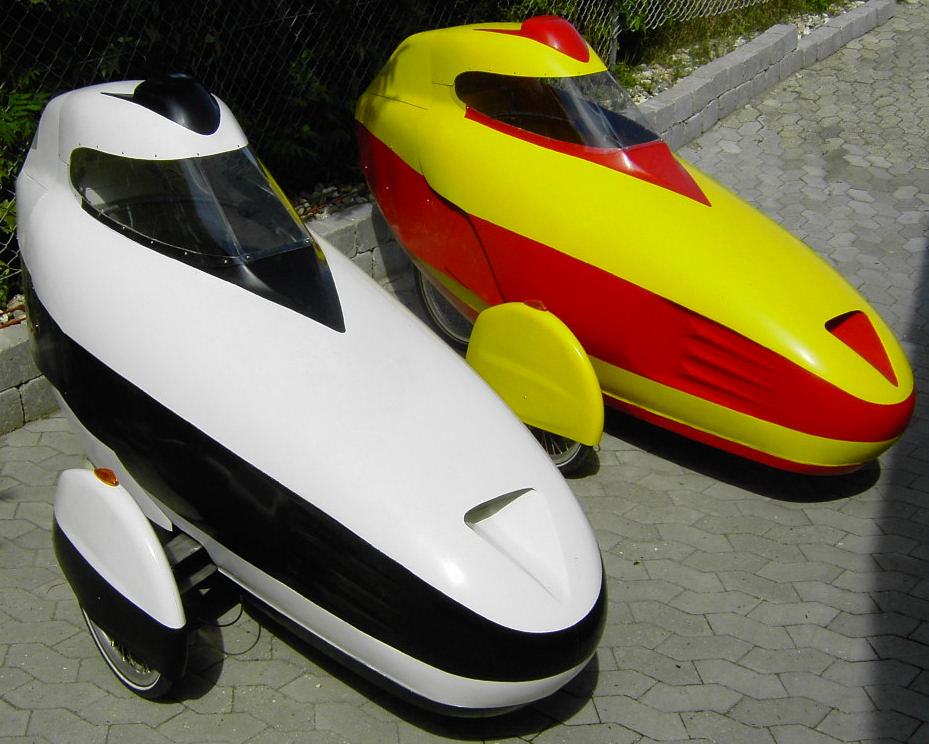
Leitra

Een velomobiel is een gestroomlijnde ligfiets met een zelfdragende carrosserie van polyester, carbon of aluminium. Meestal heeft dit type ligfiets drie wielen, een enkel model heeft er twee of vier.
De meeste velomobielen hebben een houding en aandrijving die overeenkomt met ligfietsen. Ook andere vormen van aandrijving op spierkracht zijn echter mogelijk, zoals een roeibeweging (zie ook roeifietsen). Door de aërodynamisch gevormde carrosserie kost de voortbeweging minder inspanning. 

## Voordelen
Het voordeel van een velomobiel ten opzichte van andere fietsen is de carrosserie. Daardoor wordt men tegen de weersomstandigheden beschermd. De overkapping vermindert ook de luchtweerstand van de fiets, waardoor met eenzelfde inspanning hogere snelheden mogelijk zijn.
De velomobiel kan voor afstanden tot zo'n 50 kilometer de auto in het woon-werkverkeer vervangen. De carrosserie is meestal zodanig dat alleen het hoofd nog buiten de fiets steekt. Sommige velomobielen hebben een kantelmechanisme van de overkapping zodat instappen vergemakkelijkt wordt. De meeste hebben omwille van de stevigheid en aerodynamica een zo klein mogelijk instapgat, dat dan vaak nog goeddeels overdekt kan worden met een stuk zeil of rubber.
Tijdens wedstrijden zijn er voor types zoals de Sorcerer en de Quest/Mango speciale kappen die ervoor zorgen dat ook het hoofd overdekt is. Dit verlaagt nog verder de luchtweerstand waardoor een nog hogere snelheid mogelijk is. De reden dat de meeste velomobielen niet geheel dicht zijn is dat men het al fietsend snel warm krijgt. Een geheel gesloten kap gaat beslaan, wat slecht zicht betekent. Bovendien heeft men dan in het donker last van verblinding, wat door een ruit versterkt wordt door verstrooiing van de lichtstraal.

## Nadelen
Een groot nadeel van een velomobiel is de prijs: een nieuwe kan meer dan zesduizend euro kosten. Hij is minder wendbaar dan een gewone fiets en daardoor minder geschikt voor gebruik in een stad. Met een gewicht van ongeveer 23-30 kilo is hij zwaarder dan een gewone fiets, waardoor het moeilijker is om bergop te gaan of snel op snelheid te komen. Ook stalling is door de afmetingen lastiger dan bij een normale fiets. De carbon carrosserie is kwetsbaar voor schade.

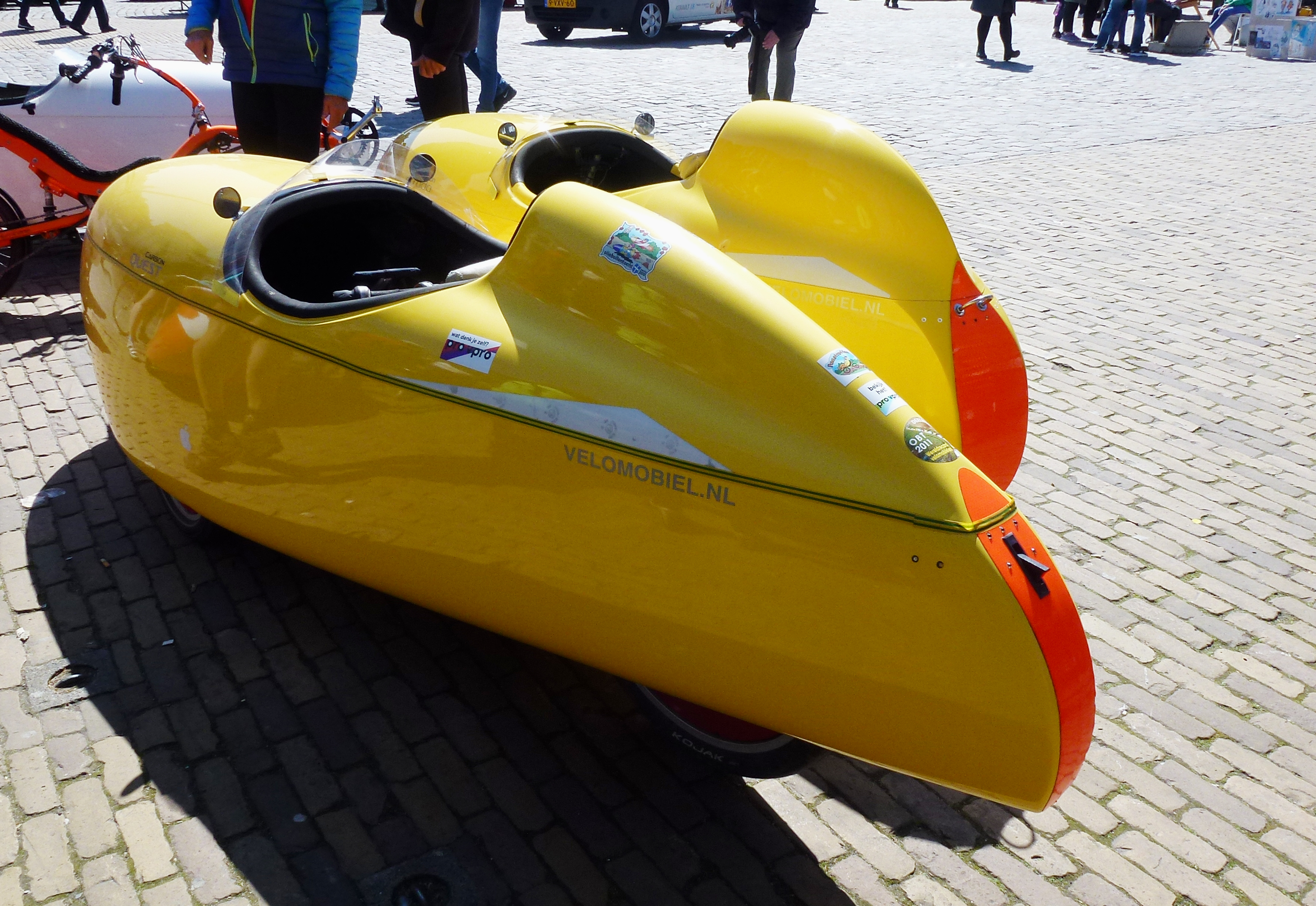
Quest en Strada

## Geschiedenis
De eerste moderne velomobiel die commercieel werd verkocht was de Leitra, sinds 1980 gebouwd door de Deen Carl Georg Rasmussen. Hij bouwde en verkocht een volledige overkapte fiets die vijfentwintig kilo woog. Nog steeds is dit een van de lichtste velomobielen die leverbaar zijn. Midden jaren tachtig verscheen de Verhees Alleweder, gemaakt door de Belg Bart Verhees. Op dit moment maakt onder andere Alligt nog steeds een velomobiel op basis van dit concept. Het ging/gaat om een aluminium fiets op basis van een zelfdragende carrosserie. Dit concept is overgenomen door Flevobike voor hun Alleweder. Later zijn daar carbon en polyester opvolgers voor gekomen, zoals de Limit, Quest, Strada, Mango, WAW, Cabbike, Go-one, Aerorider, Snoek, Alpha7, Quatrevelo en DF van fabrikanten als Velomobiel.nl, InterCityBike, Flevobike, Fietser.be, Räderwerk en Sinner/Drymer.
De Versatile is een volgende generatie velomobielen, waar ontwikkeling en verkoop bijna automobielachtige trekjes hebben. De Sorcerer van het Australische Tri-Sled is de eerste niet-Europese velomobiel. In sommige velomobielen, zoals eWAW, wordt ook een kleine elektrische motor toegepast, om piek-inspanningen af te vangen.
Wereldwijd zijn er diverse velomobielbouwers, waarvan de meeste in Nederland gevestigd zijn. De verkoop van velomobielen gaat in stijgende lijn, maar nog steeds gaat het wereldwijd om slechts honderdtallen per jaar.
Op 14 september 2013 brak de Nederlander Sebastiaan Bowier met 133,78 km/h het wereldsnelheidsrecord voor mensaangedreven voertuigen. Dit deed hij in de VeloX 3, een hoogtechnologische velomobiel ontwikkeld door studenten van het Human Power Team Delft & Amsterdam. Dit record werd in 2016 scherper gezet door Todd Reichert op 144 km/h tijdens de World Human Powered Speed Challenge.

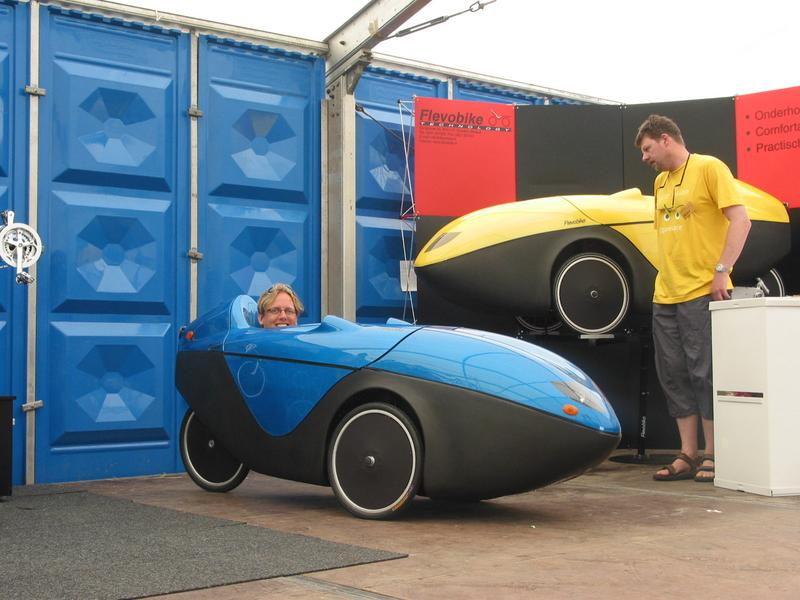
Een Versatile
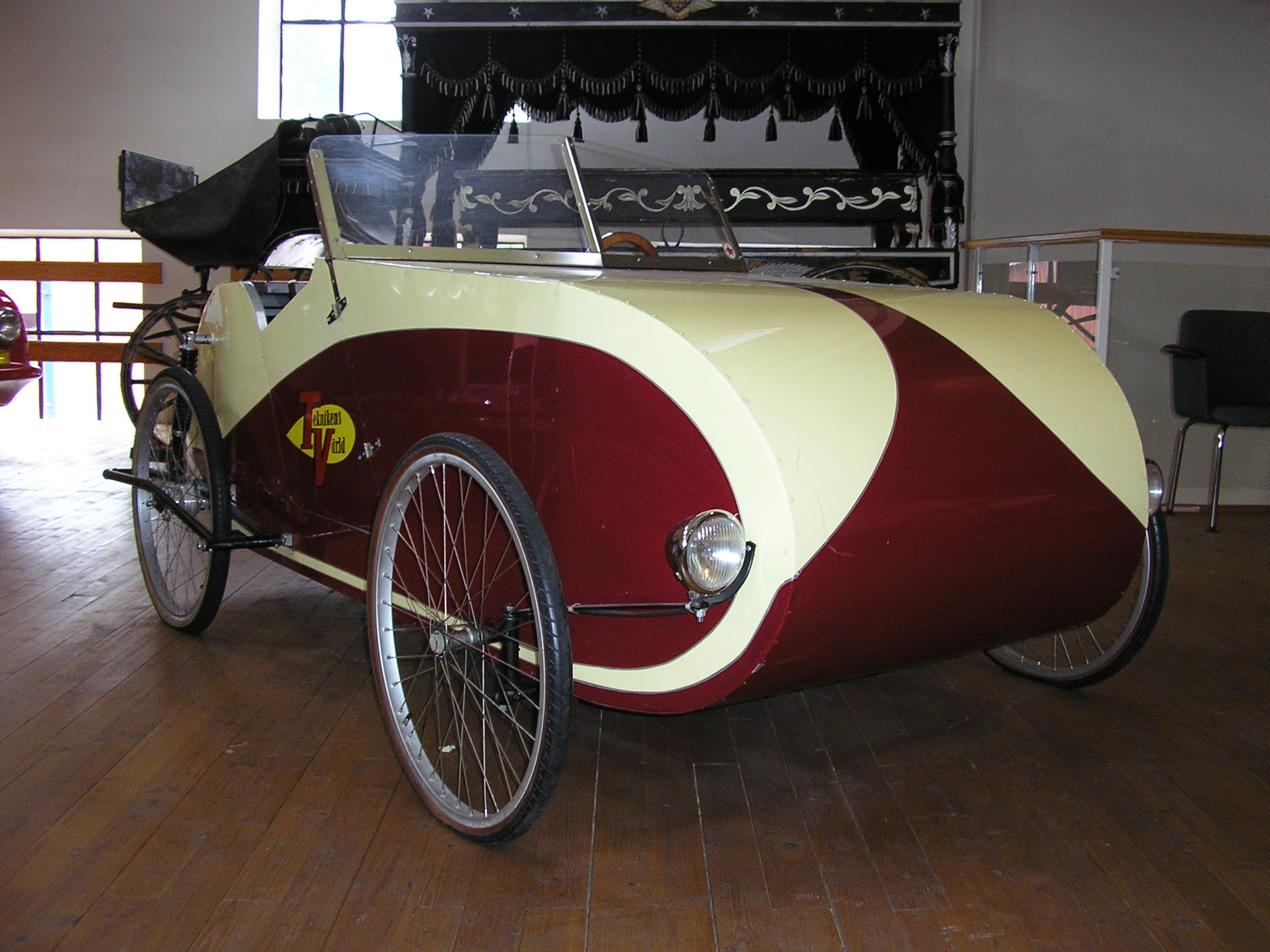
Een tweezitter met open dak, Fantom
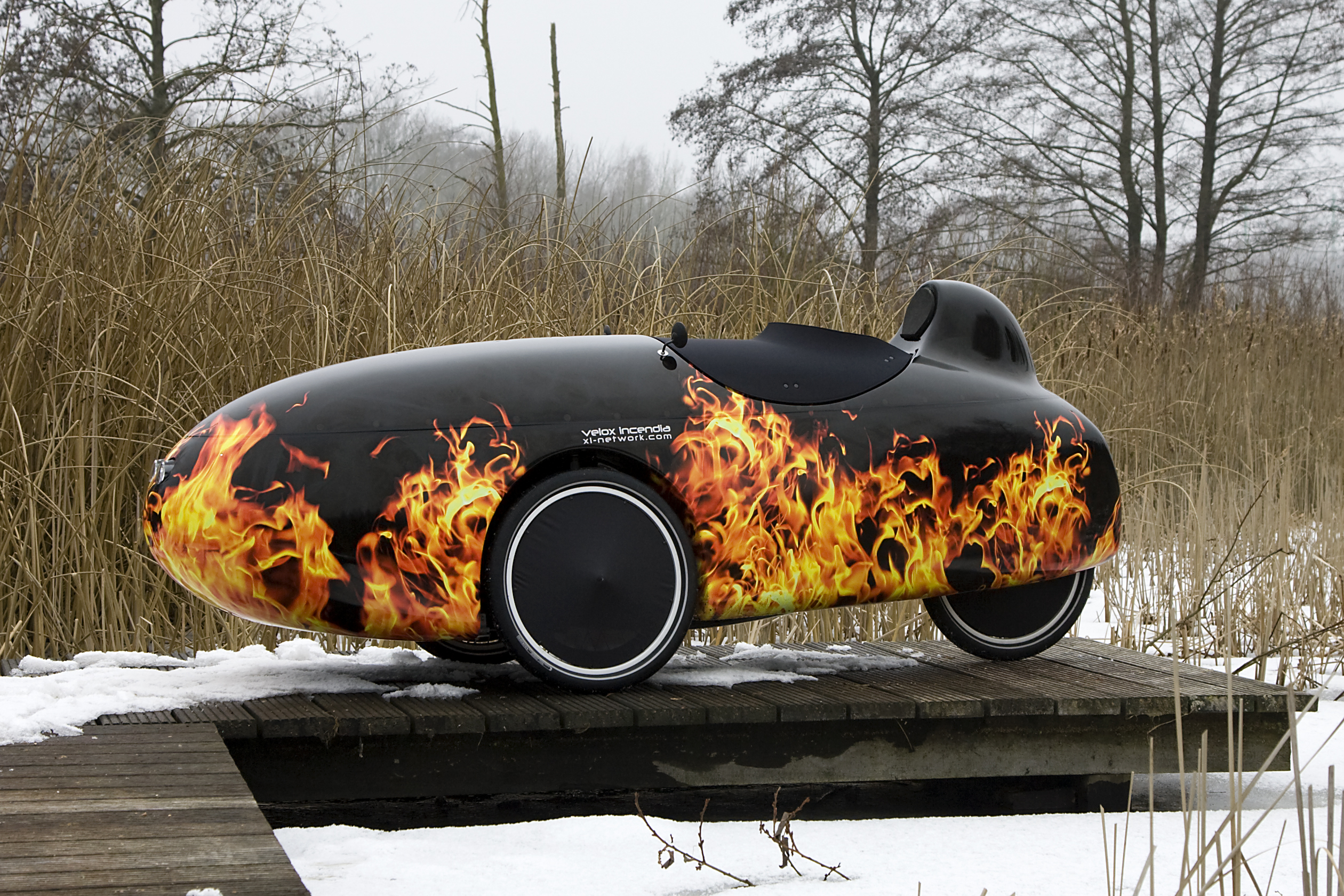
Sinner Mango+ met een custom vlammen sticker genaamd Velox Incendia
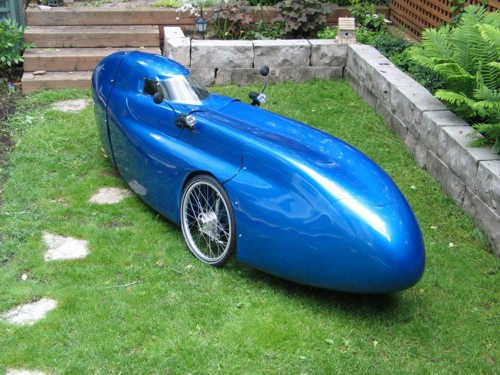
Waw
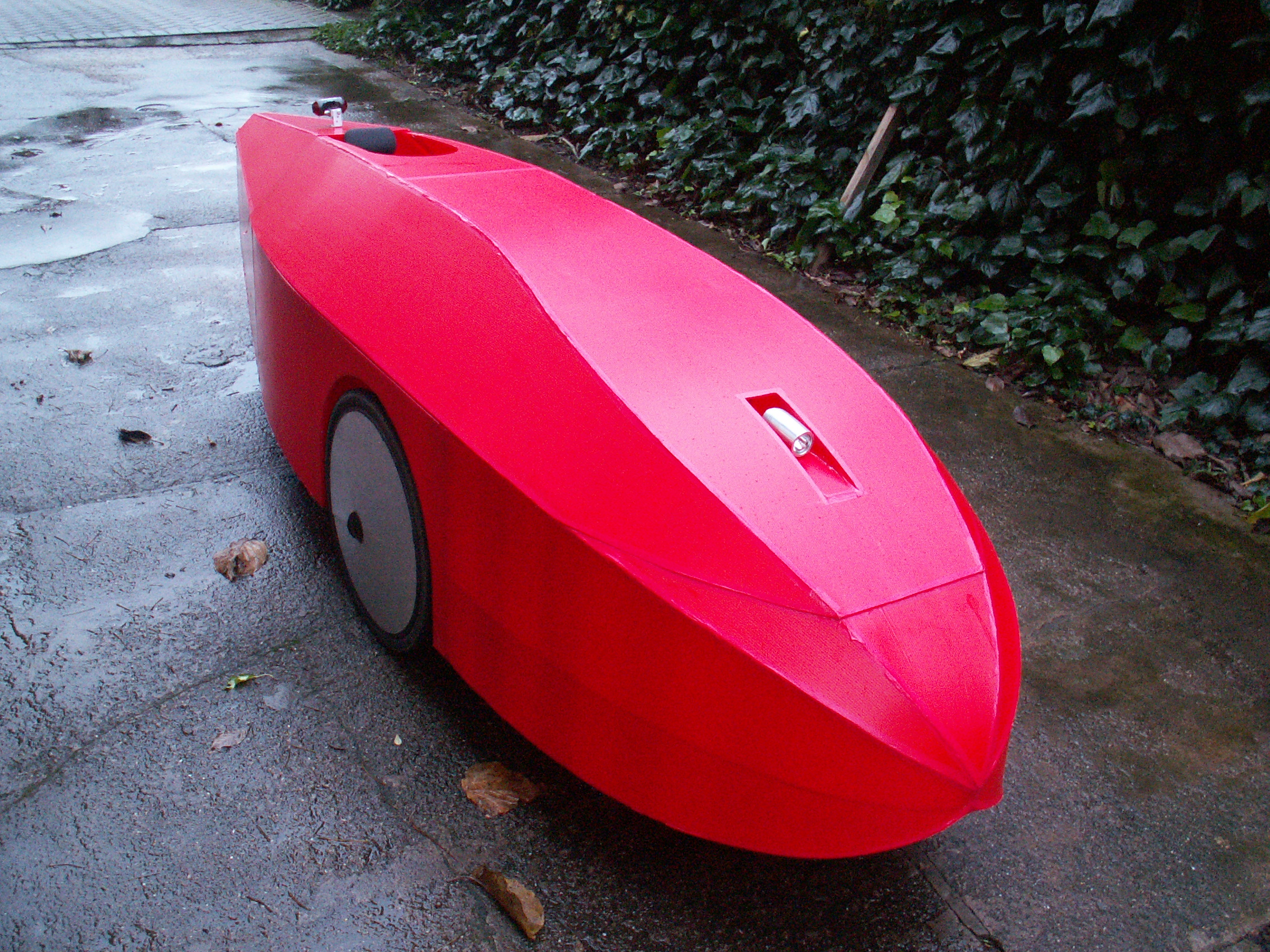
Een zelfgebouwde velomobiel van hergebruikt plastic
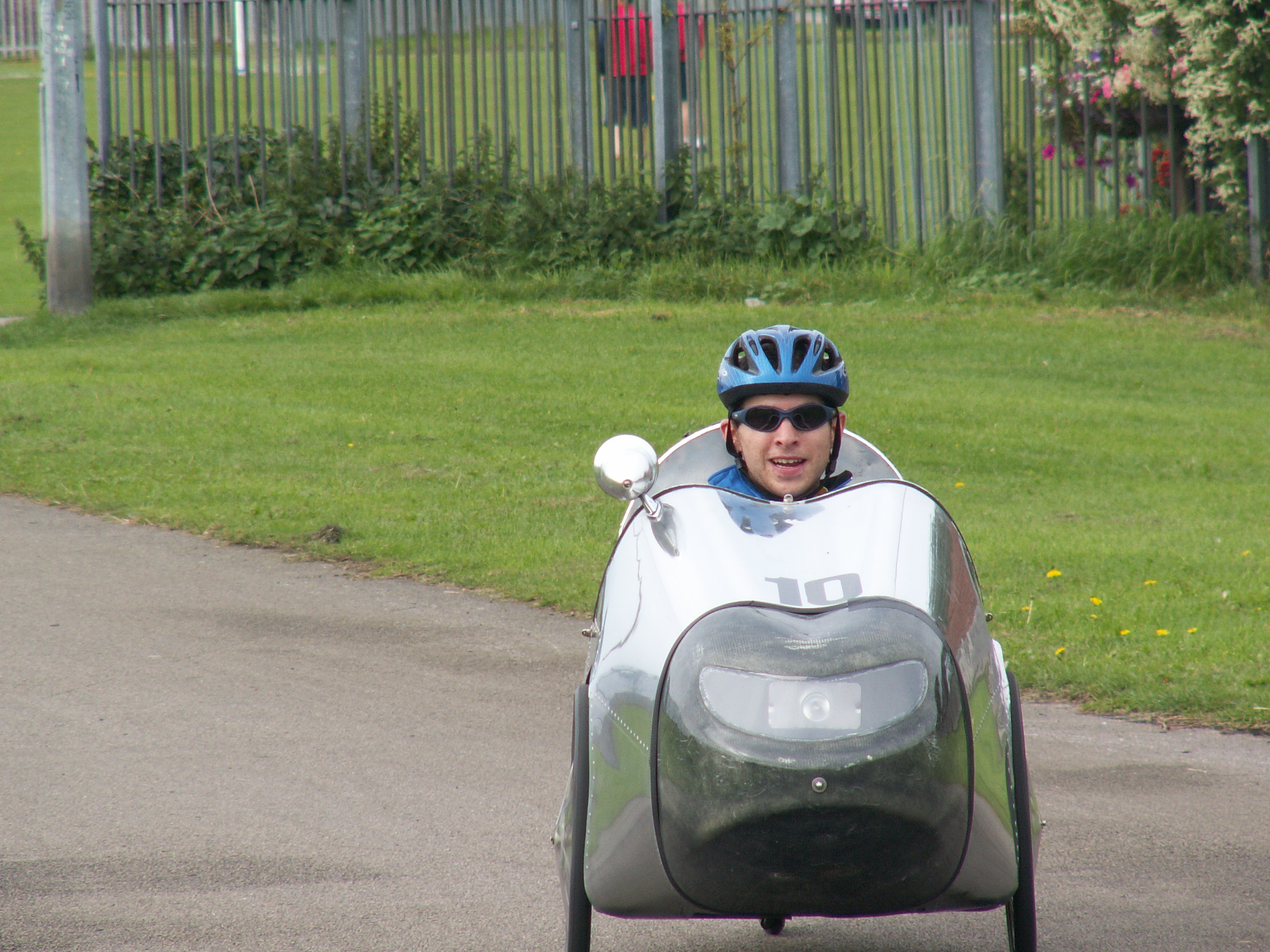
Alleweder Velomobiel
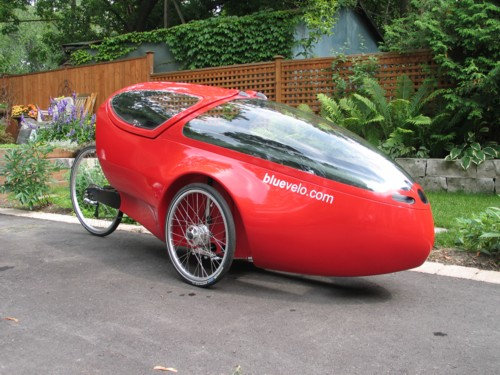
De Go-one3 is een Duitse velomobiel die met elektrische assistentie verkrijgbaar is
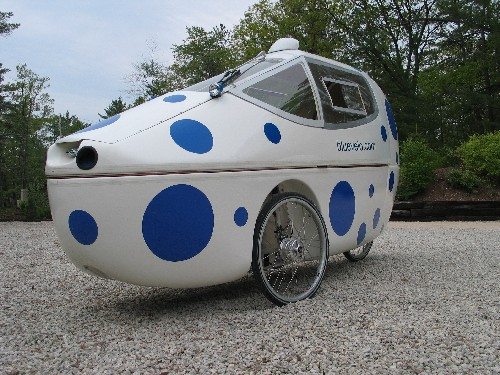
Cab-Bike